# Pferdetränkbrunnen

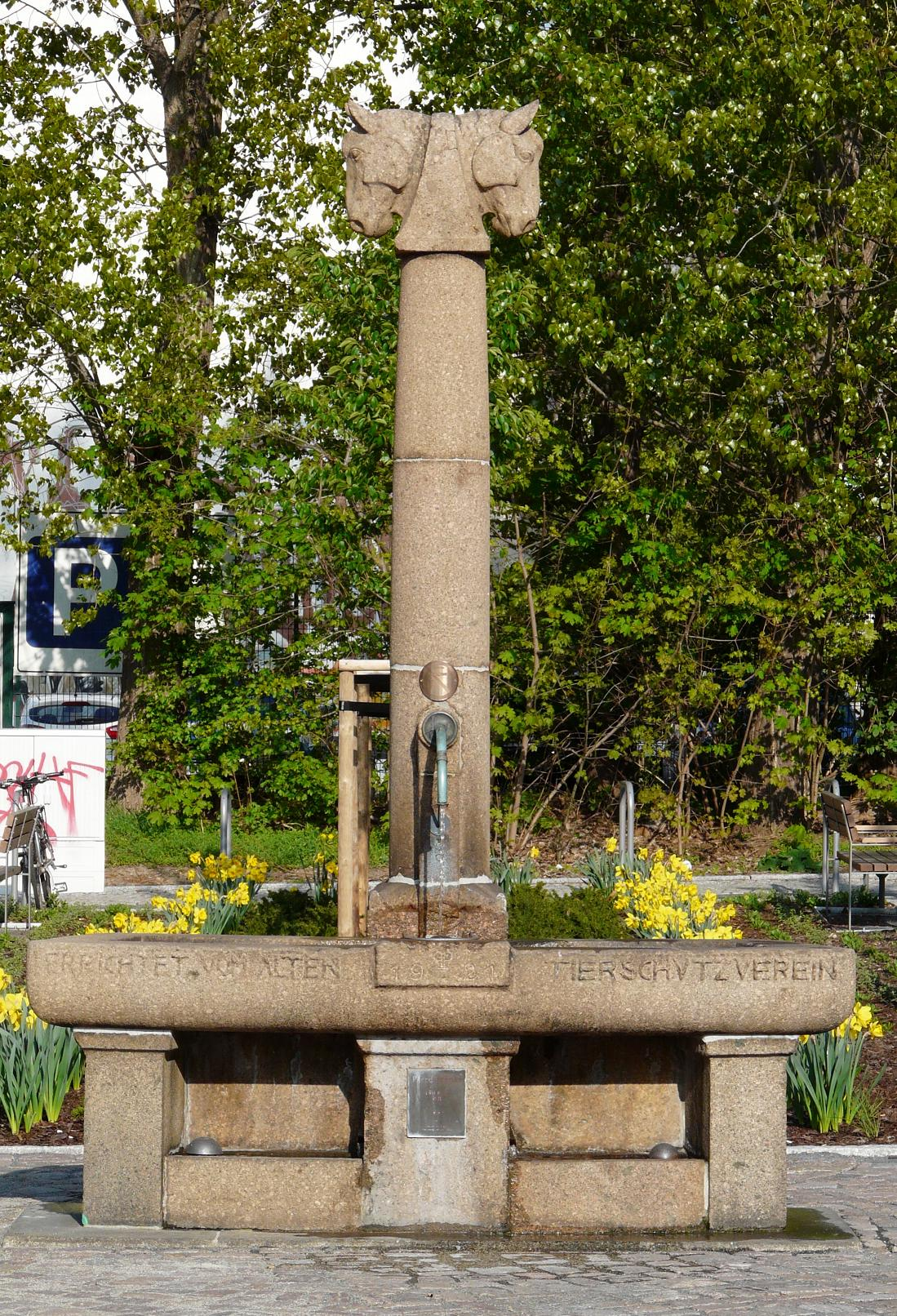
Pferdetränkbrunnen

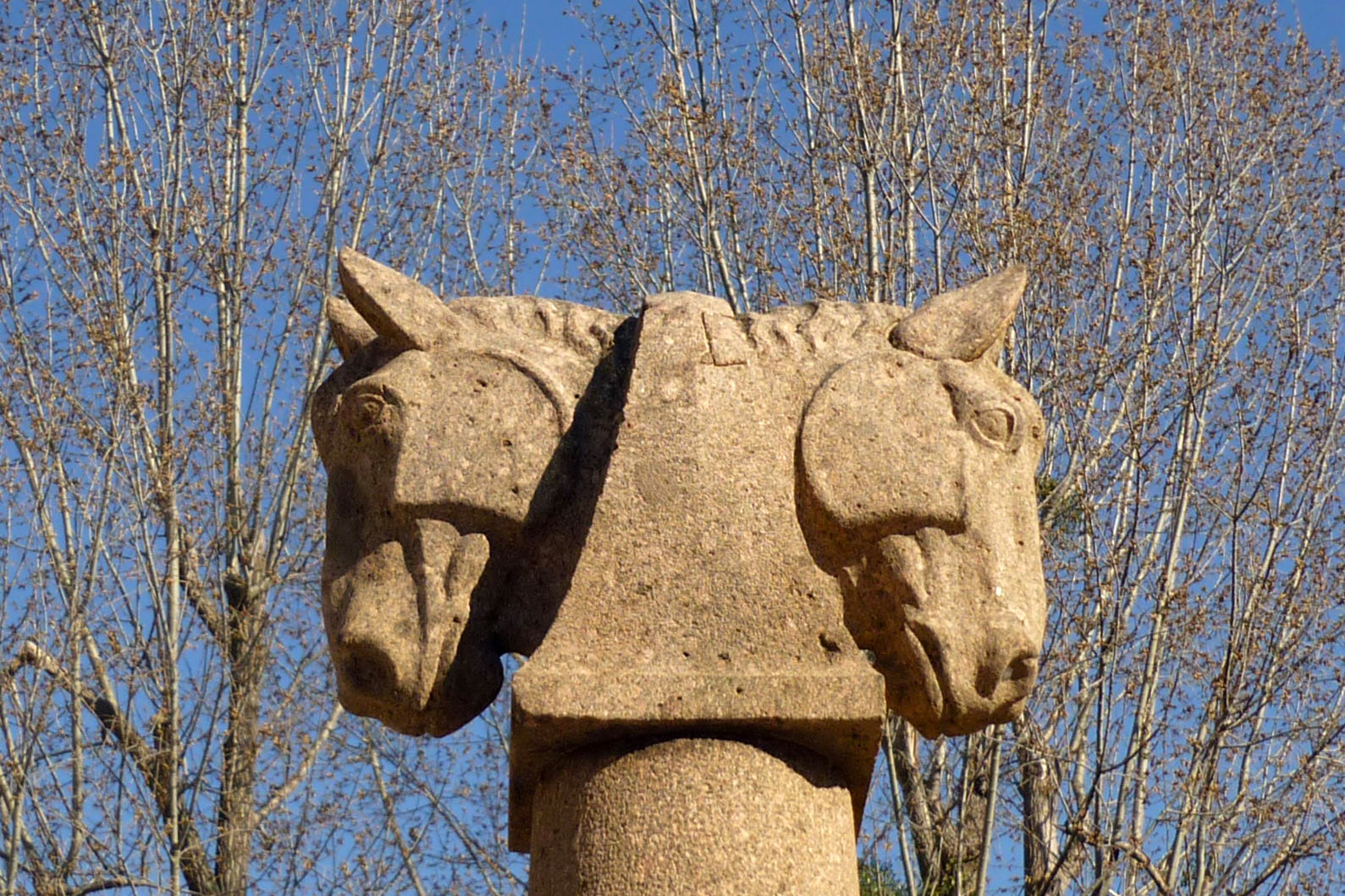
Mittelsäule mit Pferdeköpfen

Der Pferdetränkbrunnen (auch Pferdekopfbrunnen genannt) ist ein 1921 von Paul Polte geschaffener Brunnen an der Bautzner Straße im Dresdner Stadtteil Äußere Neustadt. Er steht unter Denkmalschutz.

## Geschichte
Die Bautzner Straße verband den rechtselbischen Teil Dresdens mit dem östlichen Vorland der Stadt. Bis in das 20. Jahrhundert verkehrten hier zahlreiche Pferdefuhrwerke. Bevor die Bautzner Straße das Elbtal verlässt und Richtung Osten ansteigt, bot das Gasthaus Goldener Löwe eine Möglichkeit für die Kutscher sich zu stärken. Auch die Pferde konnten am Brunnen vor dem Haus ihren Durst stillen.
Konkrete Hinweise auf einen Brunnen an dieser Stelle finden sich zuerst in einer Stadtverordneten-Akte vom 22. Juli 1836. Damals erbat sich der Stadtrat 130 Taler und die Genehmigung zur Erbauung eines großen Brunnens. Die Stadtverordneten stimmten dem einstimmig zu.
Im Jahr 1920 wandte sich der Alte Tierschutzverein an die Stadtverordneten mit dem Vorschlag, einen monumentalen Pferdetränkbrunnen zu stiften. Dafür sollte der alte Pumpbrunnen abgerissen werden. Die Kosten für die Aufstellung des Brunnens und die Umlegung der Wasseranschlussleitung sollte die Stadt übernehmen. Dem stimmten die Stadtverordneten am 18. November 1920 zu.
Schon damals waren einige Dresdner Brunnen, die an das Leitungsnetz der Wasserwerke angeschlossen waren, aus Sparsamkeitsgründen jahrelang außer Betrieb. Daher sollte der Pferdetränkbrunnen in erster Linie mit Wasser aus der Oberfischmannsteichwasserleitung, einer Quellwasserleitung, gespeist werden. Da diese Leitung kein Trinkwasser lieferte gab es einen zweiten Anschluss an das Trinkwassernetz. Schilder mit der Aufschrift „Kein Trinkwasser“ und „Trinkwasser“ halfen bei der Unterscheidung der Zapfstellen.
Am 30. Dezember 1920 bestätigte die Stadtverordnetensitzung den Plan zur Aufstellung des Brunnens. Als Kosten waren geplant: 1900 Mark für die Herstellung der Wasserleitungen, 1500 Mark für die Herstellung des Schrotes, 600 Mark für die Herstellung der Wasserleitung hinter dem Schrot und 500 Mark für Tiefbauarbeiten – insgesamt also 4500 Mark.
Während des Zweiten Weltkriegs wurde 1945 das Gasthaus Goldener Löwe zerstört. Der Brunnen davor blieb erhalten.
1991 erfolgte eine Sanierung des Brunnens. Danach wurde der Brunnen mit Trinkwasser gespeist. Ein Computer ließ das Wasser zu vorgegebenen Zeiten in den Brunnen sprudeln.
2013 wurde der Brunnen abermals saniert. Er wurde in eine neue grüne Platzgestaltung mit zehn Bäumen der Japanischen Blütenkirsche integriert. In einem separaten Technikraum, etwas abseits vom Brunnen, wurde die Anlagentechnik untergebracht (Elektrosteueranlage, Sandfilter und UV-Desinfektion). Der Brunnen wird als Umwälzanlage mit Zwischenspeicherung zur Pufferung betrieben. Die Wiedereinweihung erfolgte am 11. April 2014. Die Kosten trugen die Dresdner Verkehrsbetriebe, mit Beteiligung des Grünflächenamts, des Stadtplanungsamts und des Straßen- und Tiefbauamts. Der Neubau eines Wohnhauses östlich des Brunnens 2015 änderte abermals die Platzgestaltung.

## Beschreibung
Zur Gestaltung des Brunnens wurde 1920 ein Wettbewerb durchgeführt. Am Ende lagen den Stadtverordneten vier Entwürfe vor. Das Siegermodell mit dem Titel „Zweigespann“ stammte von Paul Polte, einem Meisterschüler Georg Wrbas.
Der Brunnen aus Beton und Kunststein hat die Form einer Pferdetränke mit einer von zwei Pferdeköpfen bekrönten Mittelsäule. Die Köpfe werden durch eine Kumt-artige Form zusammengehalten. Am Fuß des Brunnens befinden sich zwei Hundetränken. Der Brunnen trägt die Inschrift „Errichtet vom alten Tierschutzverein 1921“.

## Galerie

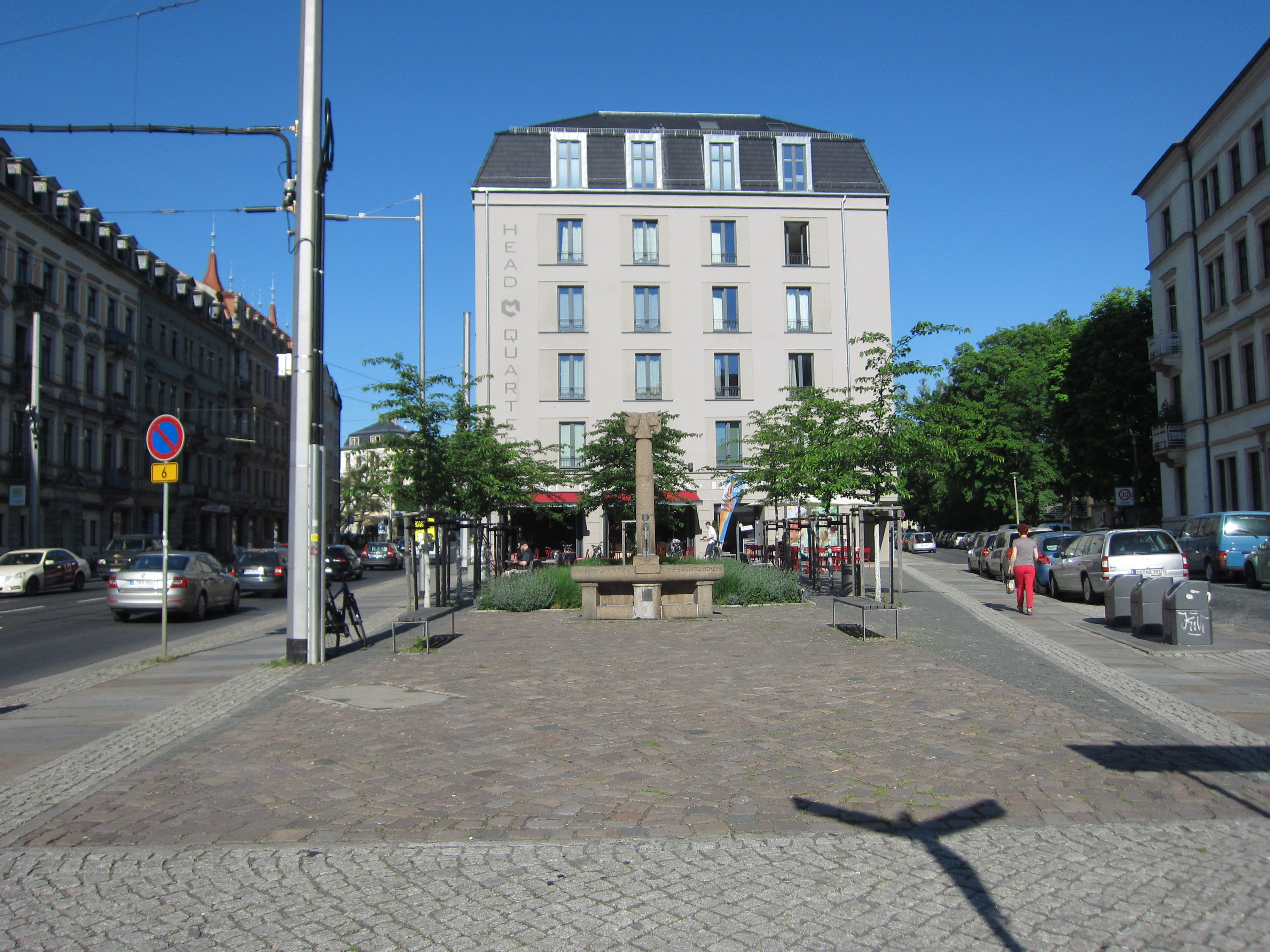
Gesamtansicht des Platzes
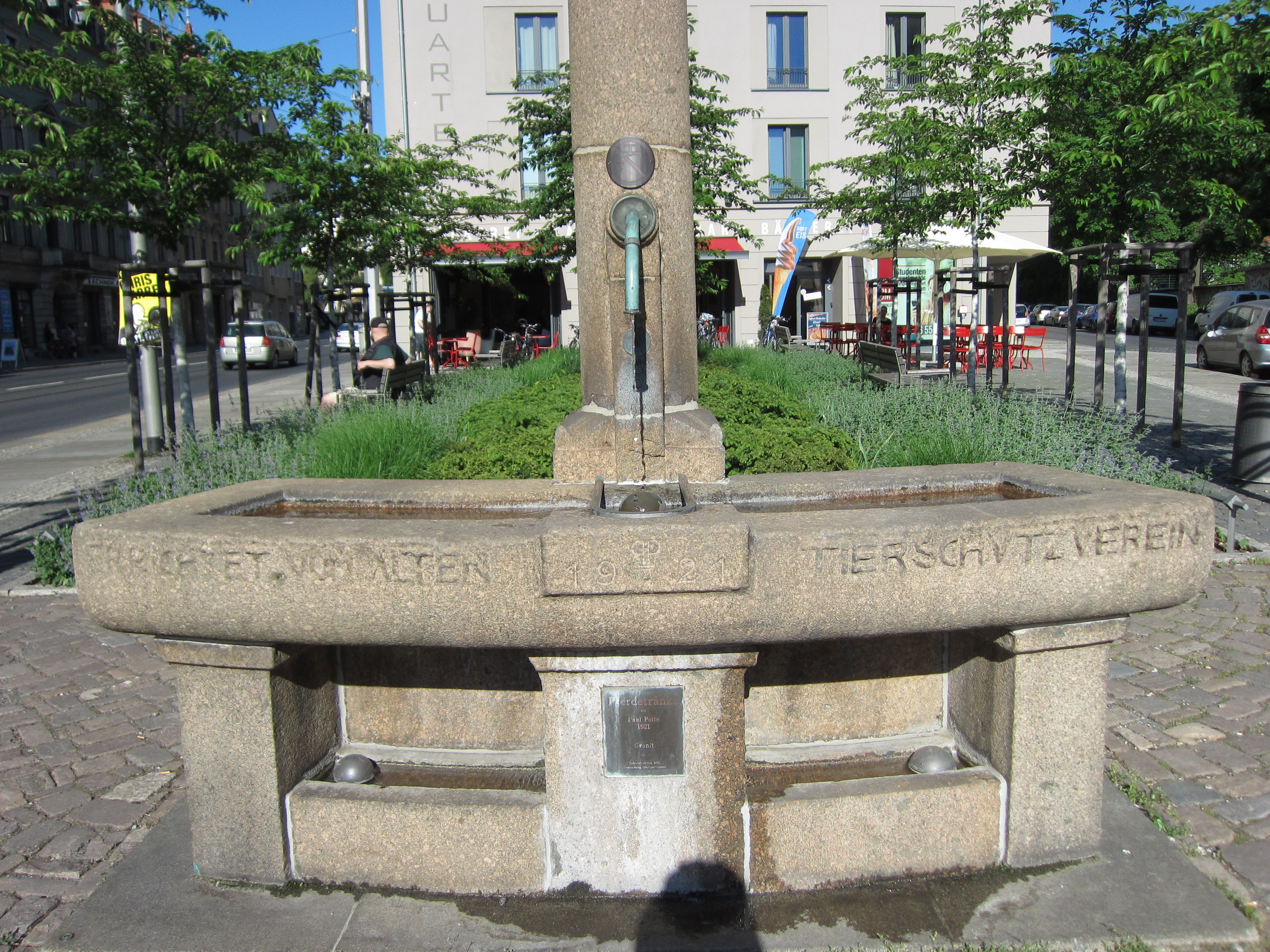
Inschrift
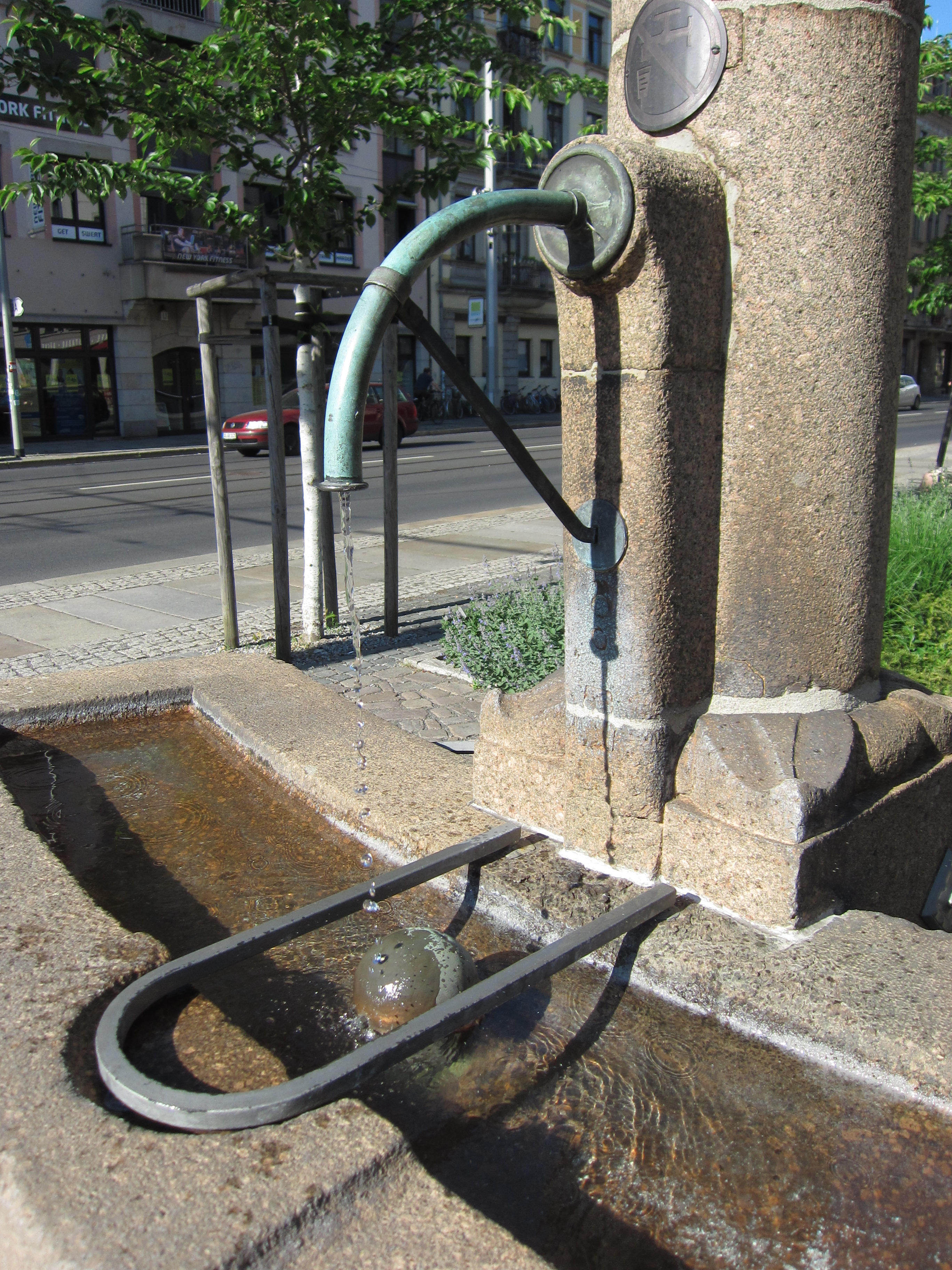
Pferdetränke
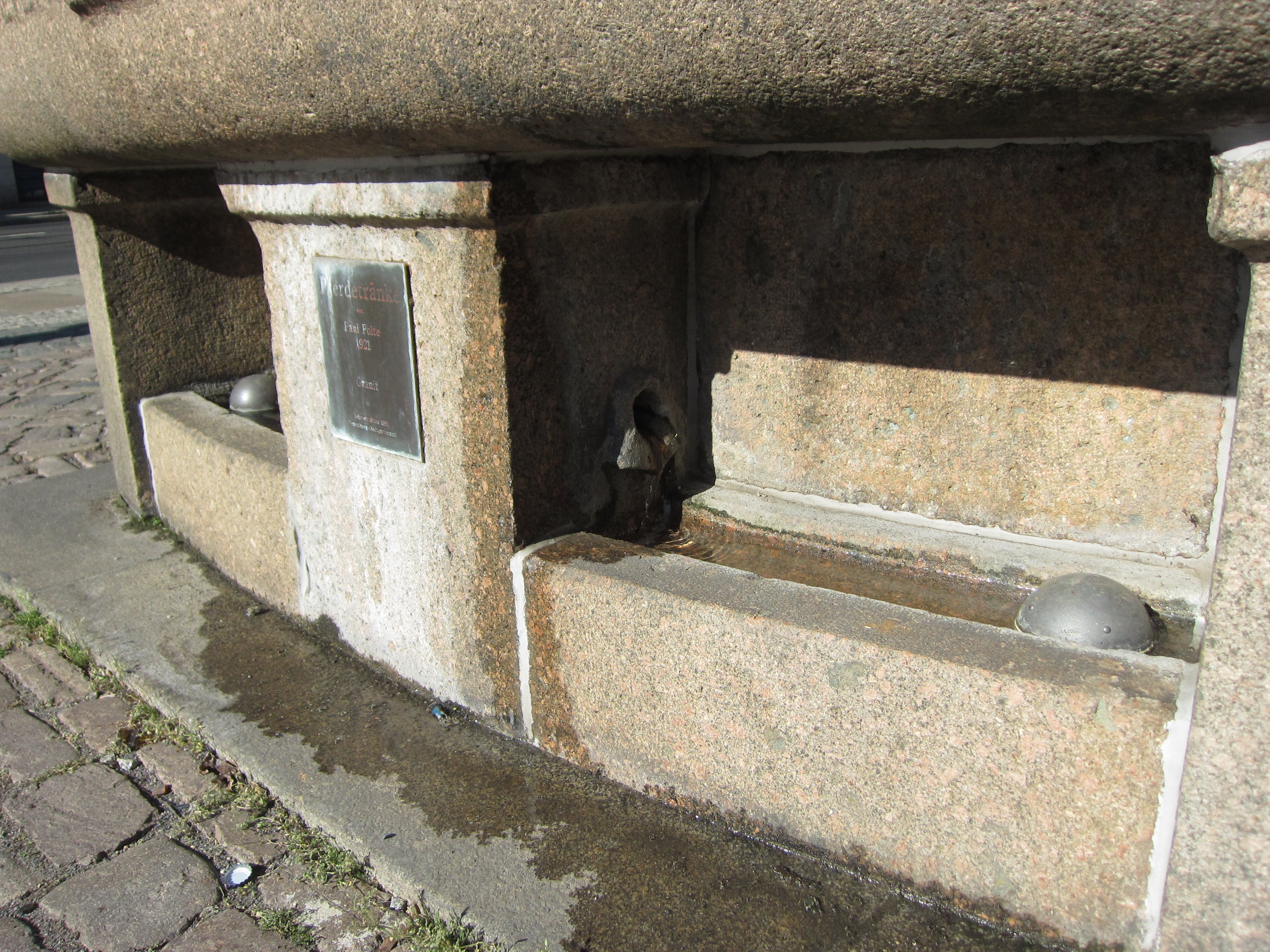
Hundetränke
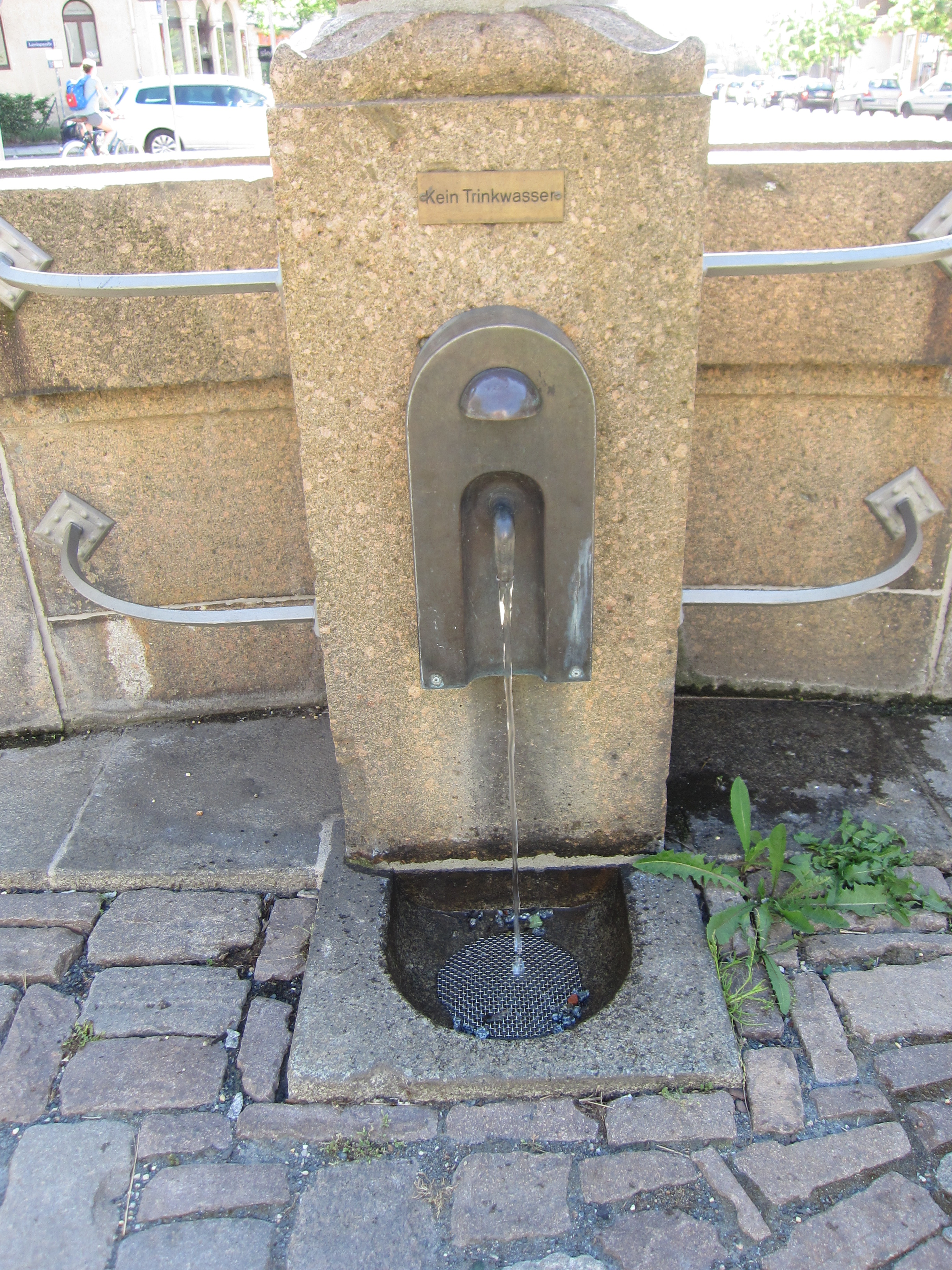
Wasserauslass an der Rückseite